# Прапор Лісабона
Прапор Лісабона, також відомий як Прапор Сен-Вінсента, є муніципальним прапором столиці Португалії Лісабона, що складається з жиронів, які чергуються між чорним і білим, облямований гербом Лісабона в центрі. Для цивільного використання прапор вивішується без герба.
Герб Лісабона зображує історію про те, як Святий Вінсент став покровителем Лісабона. Португальська легенда розповідає, як тіло святого було куплено в Алгарве в 1173 році, коли його перевозили до столиці, щоб поховати в Лісабонському соборі королем Афонсу I. Поки корабель був пришвартований у південно-західній точці Португалії (сучасний мис Сент-Вінсент), два ворони нібито сиділи на кораблі, щоб охороняти труп.  Ця легенда потрапила в португальський фольклор, в результаті чого цю сцену використовували для зображення Лісабона.
Одразу внизу драпірується комір Ордена Вежі та Меча, яким місто нагородив 3 червня 1920 року президент Антоніу Хосе де Алмейда.   Під гербом знаходиться білий сувій із девізом MUI NOBRE E SEMPRE LEAL CIDADE DE LISBOA («Найшляхетніше і завжди вірне місто Лісабон»). Над гербом є золота настільна корона з п'ятьма видимими вежами, що вказує на статус міста та столиці Лісабона. 
Прапор Лісабона вплинув на дизайн прапора Сеути.

## Зовнішні посилання
- Лісабон на прапорах світу